# False Priest
Albums de of Montreal
Skeletal Lamping
(2008) Paralytic Stalks
(2012)
False Priest est le dixième album studio du groupe américain of Montreal, sorti en 2010.

## Liste des titres
Toutes les pistes ont été écrites et composées par Kevin Barnes.
1. I Feel Ya' Strutter (3:40)
2. Our Riotous Defects (feat. Janelle Monáe) (5:15)
3. Coquet Coquette (3:44)
4. Godly Intersex (3:31)
5. Enemy Gene (feat. Janelle Monáe) (3:37)
6. Hydra Fancies (3:25)
7. Like a Tourist (4:02)
8. Sex Karma (feat. Solange Knowles) (4:02)
9. Girl Named Hello (4:14)
10. Famine Affair (3:49)
11. Casualty of You (2:59)
12. Around the Way (4:33)
13. You Do Mutilate? (6:52)